# Colotis eunoma
Colotis eunoma är en fjärilsart som först beskrevs av Carl Heinrich Hopffer 1855.  Colotis eunoma ingår i släktet Colotis och familjen vitfjärilar.
Artens utbredningsområde är Moçambique. Inga underarter finns listade i Catalogue of Life.

## Bildgalleri

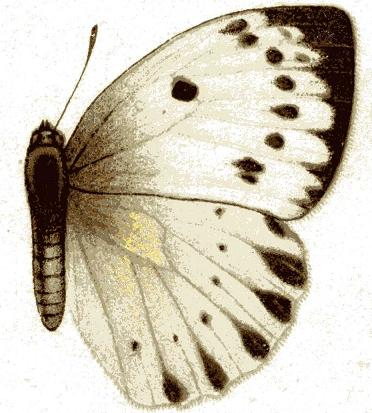
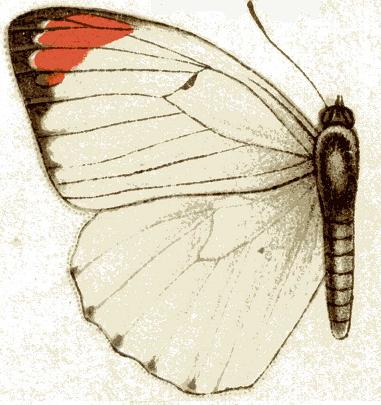
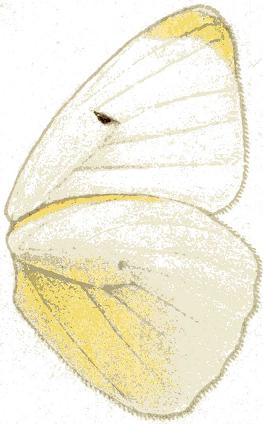
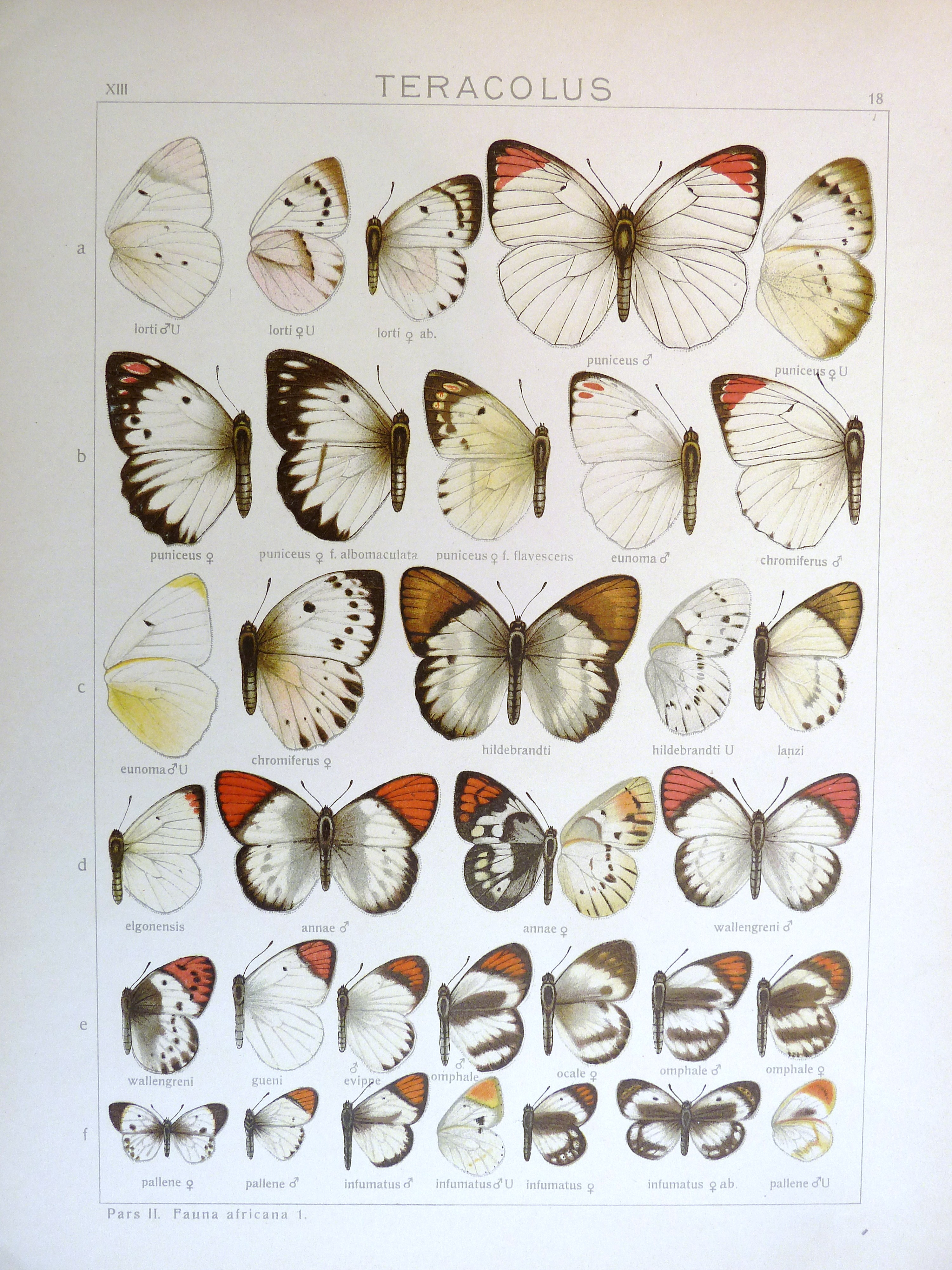